# Biwakovalvata
Biwakovalvata is een geslacht van weekdieren uit de  familie van de Valvatidae.

## Soorten
- Biwakovalvata biwaensis (Preston, 1916)